# Marijke van der Lugt
Marijke van der Lugt, Marijke Grin de soltera, (Rotterdam, 5 de gener de 1919 - La Haia, 2 de setembre de 1989) fou una soprano neerlandesa.

## Biografia
Segons un article publicat el 1963, Marijke Grin va néixer a Netterden, filla d'un oficial de la marina neerlandesa. Va estudiar música i piano al Conservatori d'Emmerich am Rhein, abans casar-se i establir-se a Schiedam durant la Segona Guerra Mundial. Un cop acabada la guerra, va començar a estudiar cant a Amsterdam amb Jan Keizer (1913-1989) i més tard a La Haia amb Johanna Zegers-de Beyl (1885-1977). No va començar a cantar en escenaris fins a l'acabament de la Segona Guerra Mundial.
El 2 de maig de 1958 va debutar com a Turandot de Giacomo Puccini amb la De Nederlands Opera, després d'haver interpretat diversos papers a Essen la temporada anterior. Va cantar a la De Nederlands Opera diverses òperes de Verdi i també va interpretar papers com a Donna Anna de Don Giovanni de Mozart, Santuzza de Cavalleria rusticana de Pietro Mascagni, Elektra de Richard Strauss i Prokne (Philomela).
En les temporada 1962-1963 i 1964-1965 va actuar al Gran Teatre del Liceu, interpretant en la primera d'ellas Tristan und Isolde de Richard Wagner i en la segona Giulio Cesare de Georg Friedrich Händel, en la seva estrena a Catalunya i a Espanya, dues òperes d'estils i èpoques molt diferents. L'any 1963, durant els mesos de juliol i agost, va ser la primera cantant neerlandesa a actuar a l'Arena de Verona, interpretant La Gioconda d'Amilcare Ponchielli al costat del tenor Carlo Bergonzi, de la soprano Fiorenza Cossotto, del baix Ivo Vinco (marit de la Cossotto), del baríton Mario Zanasi i de la mezzosoprano Adriana Lazzarini.
Va col·laborar en l'òpera de televisió Alceste (1963, Ton de Leeuw). També va fer carrera fora d'Alemanya, a banda de les participacions ja esmentades, a Londres, Viena, Zuric i als teatres alemanys.
Va tenir quatre fills, la qual cosa no li va impedir desenvolupar la seva carrera operística.